# Liste des familles botaniques présentes en Bourgogne
Cet article liste la totalité des familles de végétaux vasculaires que l'on peut rencontrer à l'état sauvage en Bourgogne.
Les noms des familles et leur ordre sont ceux adoptés par H. Poinsot dans Flore de Bourgogne en 1972, lui-même inspiré du Syllabus der Planzenfamilien d'Adolf Engler, 1964. Bien qu'ancien, ce mode de classification est encore le plus répandu dans la littérature.

## Division des cryptogames

### Sous-division desptéridophytes
- -01- Équisétacées
- -02- Lycopodiacées
- -03- Polypodiacées
- -04- Osmondacées
- -05- Ophioglossacées
- -06- Marsiléacées

## Division des phanérogames

### Sous-division desgymnospermes
- -xx- Taxacées
- -07- Pinacées
- -08- Cupressacées

### Sous-division desangiospermesou magnoliophyta

#### Classe desmonocotylédonesou liliopsida
- -09- Alismatacées
- -10- Butomacées
- -11- Hydrocharitacées
- -12- Scheuchzériacées
- -13- Joncaginacées
- -14- Potamogétonacées
- -15- Zannichelliacées
- -16- Naiadacées
- -17- Liliacées
- -18- Amaryllidacées
- -19- Dioscoréacées
- -20- Iridacées
- -21- Joncacées
- -22- Poacées (graminées)
- -23- Aracées
- -24- Lemnacées
- -25- Sparganiacées
- -26- Typhacées
- -27- Cypéracées
- -28- Orchidacées

#### Classe desdicotylédonesou magnolopsida

##### Sous-classe des archichlamydées

###### Ordre des apétales
- -29- Juglandacées
- -30- Salicacées
- -31- Bétulacées
- -32- Fagacées
- -33- Ulmacées
- -34- Cannabinacées
- -35- Urticacées
- -36- Santalacées
- -37- Loranthacées
- -38- Polygonacées
- -39- Chénopodiacées
- -40- Amaranthacées
- -41- Diantacées
- -42- Portulacacées

###### Ordre des choripétales
- -43- Renonculacées
- -44- Paéoniacées
- -45- Berbéridacées
- -46- Nymphéacées
- -47- Cératophyllacées
- -48- Aristolochiacées
- -49- Hypéricacées
- -50- Droséracées
- -51- Papavéracées
- -52- Fumariacées
- -53- Brassicacées (crucifères)
- -54- Résédacées
- -55- Platanacées
- -56- Crassulacées
- -57- Saxifragacées
- -58- Ribésiacées
- -59- Parnassiacées
- -60- Rosacées
- -61- Fabacées
- -62- Oxalidacées
- -63- Géraniacées
- -64- Linacées
- -65- Euphorbiacées
- -66- Callitrichacées
- -67- Rutacées
- -68- Polygalacées
- -69- Acéracées
- -70- Aesculacées
- -71- Balsaminacées
- -72- Ilicacées
- -73- Célastracées
- -74- Buxacées
- -75- Rhamnacées
- -76- Vitacées
- -77- Tiliacées
- -78- Malvacées
- -79- Thyméléacées
- -80- Violacées
- -81- Cistacées
- -82- Élatinacées
- -83- Lythracées
- -84- Trapacées
- -85- Œnothéracées
- -86- Haloragacées
- -87- Hippuridacées
- -88- Cornacées
- -89- Araliacées
- -90- Apiacées (ombellifères)

##### Sous-classe des métachlamidées
- -91- Pyrolacées
- -92- Monotropacées
- -93- Éricacées
- -94- Primulacées
- -95- Plombaginacées
- -96- Oléacées
- -97- Gentianacées
- -98- Ményanthacées
- -99- Apocynacées
- -100- Asclépiadacées
- -101- Rubiacées
- -102- Convolvulacées
- -103- Boraginacées
- -104- Verbénacées
- -105- Solanacées
- -106- Lamiacées (labiées)
- -107- Scrophulariacées
- -108- Globulariacées
- -109- Orobanchacées
- -110- Utriculariacées
- -111- Plantaginacées
- -112- Lonicéracées
- -113- Adoxacées
- -114- Valérianacées
- -115- Dipsacacées
- -116- Curcubitacées
- -117- Campanulacées
- -118- Astéracées (composées)